# Timurjev muzej, Taškent
Muzej Amirja Timurja (uzbeško Темурийлар тарихи давлат музейи/Temuriylar tarixi davlat muzeyi) je v Taškentu, glavnem mestu Uzbekistana. Odprt je bil leta 1996 in je posvečen turško-mongolskemu vojskovodji Amirju Timurju (Timurlenku).

## Izvor
Po osamosvojitvi Uzbekistana leta 1991 je bila velika pozornost namenjena oživitvi duhovne in kulturne dediščine naroda, vključno s priznanjem zgodovinskih osebnosti, ki so imele pomembno vlogo v svetovni civilizaciji. Med njimi je bil Timur, vojskovodja, politik in reformator, mecen znanosti, izobraževanja, trgovine, kulture in obrti. Z ustanovitvijo velike centralizirane države je okrepil njeno moč in združil številne narode in ljudi. Timurjeva vladavina je spodbujala znanost, izobraževanje, kulturo, arhitekturo, likovno umetnost, glasbo in poezijo ter postavila temelje timuridske renesanse.
Nekdanji predsednik Islam Karimov je spodbujal čaščenje Timurja in povezoval dosežke mongolskega vladarja s predsednikovim lastnim slogom vladanja. Karimov je leto 1996 razglasil za »leto Amirja Timurja«, 660. obletnica pa je bila v Uzbekistanu široko praznovana, republika pa se je nato odločila, da bo v središču Taškenta zgradila državni muzej, ki bo predstavljal zgodovino Timuridov.

## Otvoritev
Slavesno odprtje okrogle muzejske stavbe je bilo 18. oktobra 1996 v prisotnosti uzbekistanskega ljudstva in tujih gostov. Predsednik Karimov je izjavil, da je »Državni muzej zgodovine Timuridov, ki se odpira v tako prazničnih razmerah, pravi rezultat dejstva, da je v naši državi zmagala zgodovinska pravičnost do osebnosti Sahibkirana«. Trg Amirja Timurja (ki je ob muzeju in ima Timurjev kip) je primerjal s prstanom, rekoč: »Muzej je dragocen kamen, ki ga krasi«.

## Zasnova
Modra kupola muzeja spominja na kupolo mavzoleja Gur-e-Amir v Samarkandu. Čeprav je bil muzej zgrajen v skladu s tradicijami srednjeveške arhitekture, izpolnjuje sodobne zahteve.

## Razstave
V muzejski zbirki je več kot 5000 artefaktov, od tega jih je več kot 2000 razstavljenih v muzejskih razstavnih dvoranah. Muzejske razstave se osredotočajo predvsem na Timurjevo genealogijo, njegov prihod na oblast, vojaške pohode Sahiba Kirana, diplomatske in trgovinske odnose, obrtništvo, izboljšanje mest in urejanje okolice ter razvoj znanosti in izobraževanja. Na ogled so tudi eksponati, povezani s predstavniki dinastije Timuridov, vključno z zemljevidi, orožjem, bakrenimi in srebrnimi kovanci, miniaturami, redkimi rokopisi, lončenino in nakitom.

## Obiskovalci
Muzej letno privabi več kot 2 milijona obiskovalcev. Obiščejo ga tuji državniki in uradne delegacije, v muzejsko knjigo gostov pa je vpisanih več kot 800 takšnih delegacij.

## Mednarodne povezave
Z udeležbo na mednarodnih razstavah je muzej promoviral svojo materialno in duhovno dediščino po vsem svetu. Še posebej so bili edinstveni eksponati razstavljeni na mednarodnih razstavah, kot so Timuridska renesansa v Franciji, na Expo 2000 v Hannovru v Nemčiji in Svetle barve: tkanine in keramika iz Srednje Azije v muzeju Powerhouse v Sydneyju v Avstraliji.

## Izobraževanje in raziskave
Muzej izvaja izobraževalno delo z mladimi, spodbuja spoštovanje in ljubezen do dediščine, zgodovine in zgodovinskih osebnosti. V ta namen muzej v sodelovanju s šolami, fakultetami in liceji izvaja dejavnosti duhovnega razsvetljenja.